# Кокколітофориди

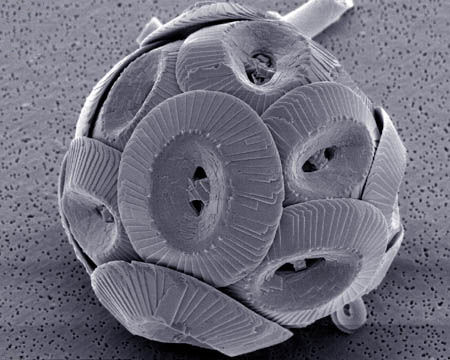
Coccolithus pelagicus

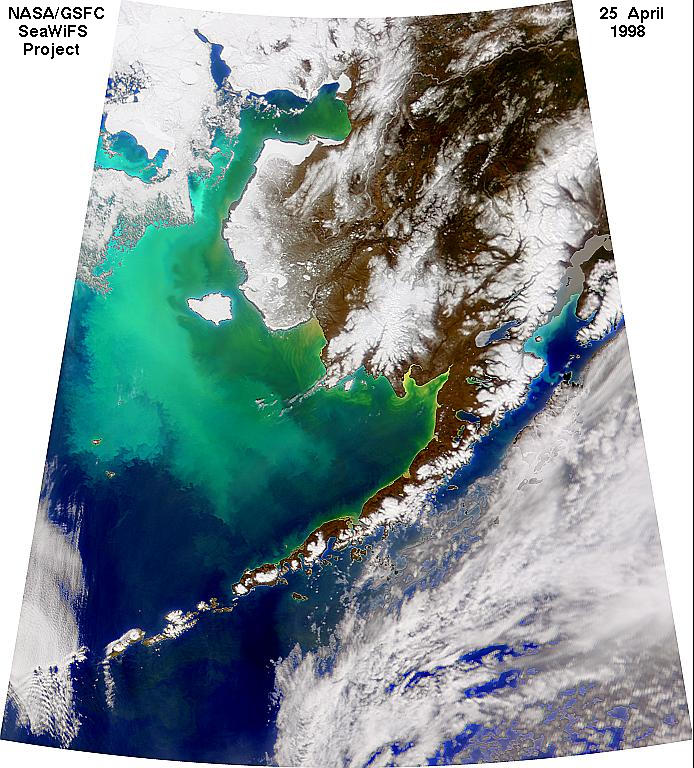
Супутникове зображення кокколітофоридового цвітіння в Беринговому морі у 1998 році

Кокколітофориди (від грец. грец. Χοχχος -зернятко, грец. λιθος — камінь і грец. φορεω — несу) — група одноклітинних планктонних  водоростей, що утворюють на поверхні вапняні платівки — кокколіти. Кокколітофориди складають суттєву (до 98%) частина нанопланктону, а їхні вапняні скелети, що входять до складу донних відкладень, часто використовуються для визначення віку гірських порід.

### Рос. мовою
- Фітопланктон реагує на зростання концентрації CO 2 не так, як очікувалося [Архівовано 26 травня 2009 у Wayback Machine.];
- Посмішка без кота, або як кокколітофориди рятуються від вірусів [Архівовано 5 березня 2016 у Wayback Machine.];

### Англ. мовою
- Cocco Express — Coccolithophorids Expressed Sequence Tags (EST) & Microarray Database
- University of California, Berkeley.  Museum of Paleontology:  "Introduction to the Prymnesiophyta". [Архівовано 6 січня 2009 у Wayback Machine.]
- The Paleontology Portal:  Calcareous Nanoplankton [Архівовано 23 січня 2021 у Wayback Machine.]
- What is a Coccolithophore?
- Emiliania huxleyi Home Page [Архівовано 25 січня 2021 у Wayback Machine.]
- BOOM — Biodiversity of Open Ocean Microcalcifiers
- INA — International Nannoplankton Association [Архівовано 6 квітня 2015 у Wayback Machine.]
- Nannotax — illustrated guide to Neogene coccolithophores and other nannofossils.